# Ricky Starks
Richard Andrew Starks (n. 21 de febrero de 1990) es un luchador profesional estadounidense conocido bajo el nombre en el ring de Ricky Saints, que actualmente trabaja para WWE, donde se presenta en la marca NXT, previamente se presentó en All Elite Wrestling, donde estuvo desde 2020 hasta el 2025.
Es conocido por su tiempo en la National Wrestling Alliance, donde fue el primer Campeón Mundial de Televisión de la NWA, ya en AEW fue una vez Campeón de FTW y una vez Campeón Mundial en Parejas de AEW.

## Carrera en lucha libre profesional

### Carrera temprana (2012-2019)
Starks idolatraba a luchadores, incluidos The Undertaker y Mankind, entre muchos otros, mientras crecía viendo lucha libre profesional. Alrededor de los siete años, Starks decidió seguir su sueño de convertirse en un luchador profesional. Starks hizo su debut en la WWE como un jobber, perdiendo ante Jinder Mahal, antes de debutar para Velocity Pro Wrestling de la NWA el 14 de octubre de 2012 en el evento NWA Velocity Haunted Havoc en Austin, Texas. Allí luchó en un combate contra Jaykus Plisken y Big Ricky. Desde 2012, Starks se convirtió en un talento habitual en numerosas promociones en el estado de Texas, como Anarchy Championship Wrestling o Inspire Pro Wrestling.
Durante los años siguientes, tendría cuatro combates para la WWE como jobber, perdiendo contra luchadores de la WWE como Jinder Mahal, Enzo Amore y Colin Cassady, Kane y The Revival.

### National Wrestling Alliance (2019-2020)
Starks hizo su debut para la National Wrestling Alliance (NWA) en el episodio del 15 de octubre de 2019 Power, derrotando a Trevor Murdoch. En el evento Into the Fire el 14 de diciembre, Starks compitió en un combate contra Colt Cabana y Aron Stevens por el Campeonato Nacional de la NWA, combate que ganó Stevens. Poco después, Starks participó en un torneo para determinar el titular inaugural del Campeonato Mundial de Televisión de la NWA. En Hard Times el 24 de enero de 2020, derrotó a Eddie Kingston en la primera ronda, Matt Cross en la segunda ronda, Tim Storm en las semifinales y Trevor Murdoch en las finales para convertirse en el inaugural Campeón Mundial de Televisión de la NWA. Starks perdió el título ante Zicky Dice en el episodio del 3 de marzo de Power. El 18 de mayo, se anunció que Starks ya no estaba con la NWA, ya que su contrato había expirado.

### All Elite Wrestling (2020-2025)
En el episodio del 17 de junio de AEW Dynamite, Starks hizo su debut sin previo aviso para All Elite Wrestling (AEW) al responder el desafío abierto de Cody por el Campeonato TNT de AEW, combate que Starks perdió. Después del combate, el CEO de All Elite Wrestling, Tony Khan, anunció que Starks había firmado con AEW. En el episodio del 30 de junio de AEW Dark, Starks obtuvo su primera victoria en AEW al derrotar a Griff Garrison, estableciéndose como heel. En el episodio del 21 de julio de Dark, después de derrotar a Will Hobbs, Starks ayudó a Brian Cage a atacar a Robert Anthony y Darby Allin después de su combate, creando una alianza entre los dos.
En el Dynamite: Fyter Fest, derrotó a Brian Cage y ganó el Campeonato de FTW por primera vez debido a la interferencia de Hook & Powerhouse Hobbs.
Como resultado de sus acciones contra Steamboat, AEW (kayfabe) suspendió a Starks de la lucha libre durante 28 días. Sin embargo, Starks adquirió una licencia de gerente para poder seguir apareciendo en AEW y comenzó a manejar a Big Bill. En el episodio del 2 de septiembre de Collision, Starks lanzó un desafío a Steamboat y firmó un contrato para luchar en All Out contra "The Dragon". "The American Dragon" Bryan Danielson salió a firmar el contrato de la lucha en lugar de Steamboat. En All Out, Starks perdió ante Danielson por sumisión técnica después de desmayarse por la sumisión modificada de Danielson usando la correa. En el episodio del 7 de octubre de Collision, Starks y Big Bill ganaron su primer campeonato AEW al derrotar a FTR (compuesto por Cash Wheeler y Dax Harwood) para convertirse en los nuevos campeones mundiales en parejas de AEW. Starks y Big Bill perdieron los títulos ante Sting y Darby Allin en una lucha por equipos de tornado en el episodio del 7 de febrero de 2024 de Dynamite, poniendo fin a su reinado a los 123 días. En el episodio del 30 de marzo de Collision, Starks y Big Bill fueron derrotados por Top Flight (Dante Martin y Darius Martin) en lo que sería el último combate de Starks en AEW. 
En febrero de 2025, el perfil de Starks fue eliminado del sitio web oficial de AEW y posteriormente fue liberado, poniendo fin a cinco años en la empresa.

### WWE

#### WWE NXT (2025-presente)
En el episodio del 11 de febrero de 2025 de NXT, Starks hizo su debut oficial en la WWE, atravesando la multitud y dirigiéndose a los fanáticos, donde en el episodio de NXT del 18 de febrero, firmo su contrato con la marca, ya bajo el nombre de Ricky Saints. El 1 de abril, Saints ganó el Campeonato Norteamericano de NXT ante Shawn Spears ganando su primer título individual en WWE a pocas semanas de haber firmado con la empresa. Saints retuvo el título ante Ethan Page en el evento NXT Stand and Deliver y dos semanas después defendió el campeonato ante Lexis King. En el episodio del 27 de mayo, Saints perdió el título ante Ethan Page terminando con su reinado de 56 días como campeón.

## Campeonatos y logros
- All Elite Wrestling
  - FTW Championship (1 vez)

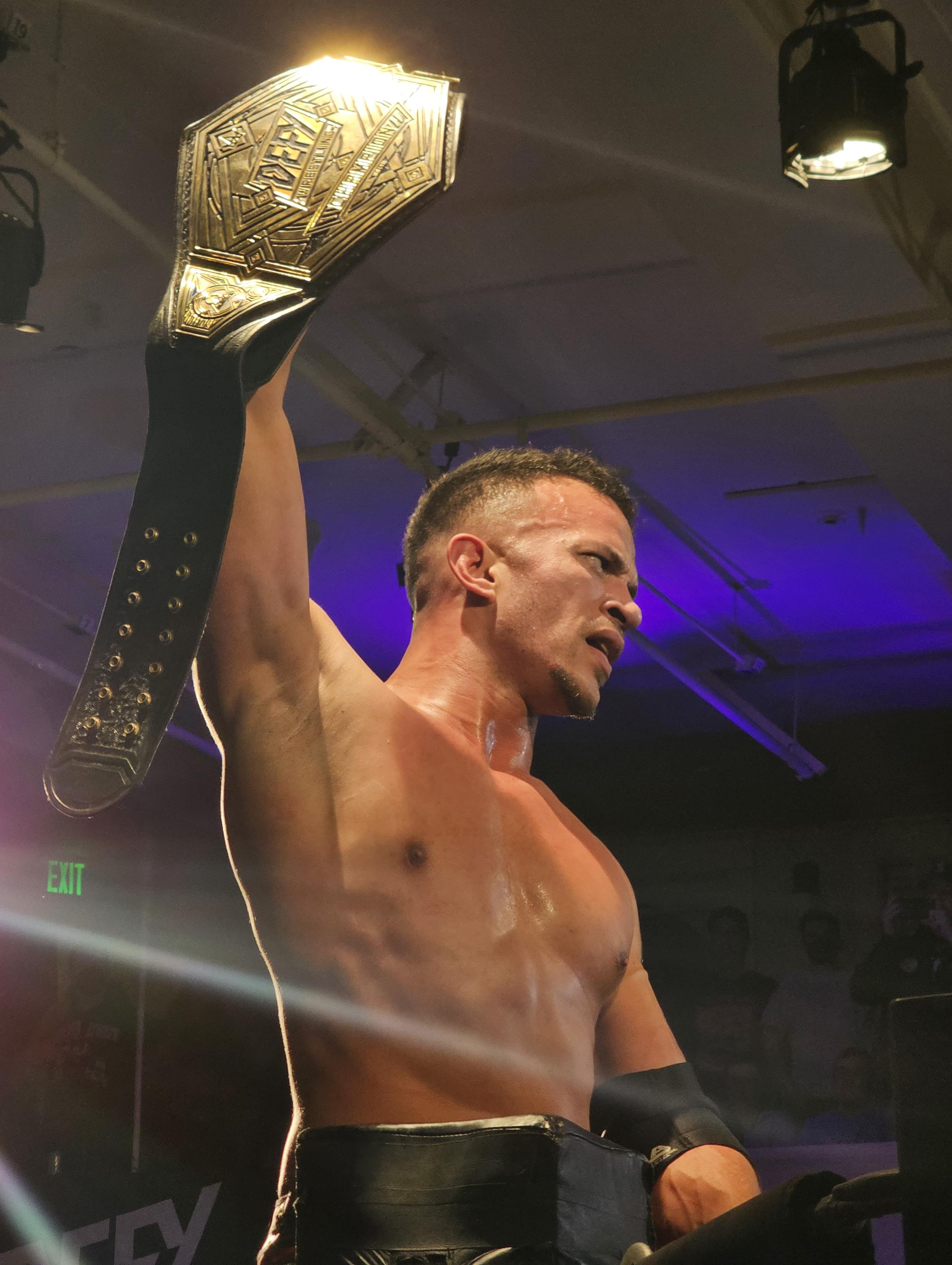
Starks con el título del DEFY World Championship.

  - AEW World Tag Team Championship (1 vez) – con Big Bill
  - Men's Owen Hart Cup (2023)

- Anarchy Championship Wrestling
  - ACW Hardcore Championship (1 vez)[17]
  - ACW Televised Championship (1 vez)[18]
  - ACW Unified Championship (1 vez)[19]

- DEFY Wrestling
  - DEFY World Championship (1 vez)

- Dojo Pro Wrestling
  - Dojo Pro White Belt Championship (1 vez)[20]

- Imperial Wrestling Revolution
  - IWR Revolutionary Championship (1 vez)[21]

- Inspire Pro Wrestling
  - Inspire Pro Championship (1 vez)[22]
  - Inspire Pro Junior Crown Championship (1 vez)[23]
  - Inspire Pro Pure Prestige Championship (1 vez)[24]

- National Wrestling Alliance
  - NWA World Television Championship (1 vez)[5]
  - NWA World Television Championship Tournament (2020)[25]

- NWA Houston
  - NWA Lone Star Junior Heavyweight Championship (1 vez)[26]

- VIP Wrestling
  - VIP Tag Team Championship (1 vez) - con Carson[27]
  - VIP Tag Team Championship Tournament (2015)

- WrestleCircus
  - WC Big Top Tag Team Championship (1 vez) - con Aaron Solow[28]

- Xtreme Championship Wrestling
  - XCW Heavyweight Championship (1 vez)[29]

- WWE
  - NXT North American Championship (1 vez)

- Pro Wrestling Illustrated
  - Situado en el No. 92 de los 500 mejores luchadores individuales en el PWI 500 en 2020[30]
  - Situado en el No. 53 de los 500 mejores luchadores individuales en el PWI 500 en 2022
  - Situado en el No. 43 de los 500 mejores luchadores individuales en el PWI 500 en 2023

- Wrestling Observer Newsletter
  - Lucha 5 estrellas (2023) vs. Bryan Danielson en All Out el 3 de septiembre